# Leaf娛樂軟體
Leaf娛樂軟體（Leafアミューズメントソフト），是日本游戏公司Leaf为旗下游戏发行的Fan disc，至2009年，总共发行了5部，全部为18禁游戏。

## 爱佳之夏
爱佳之夏（愛佳でいくの!!）是本系列第5部作品。2009年12月18日发布。运行平台为WindowsXP/Vista。

## 主题歌
メインテーマ：WORDS OF LOVE
- 作詞：上原れな
- 作曲：衣笠道雄
- 編曲：衣笠道雄
- 歌：上原れな

クレジットテーマ：余韻
- 作詞：U
- 作曲：光田英生
- 編曲：光田英生
- 歌：上原れな